# García Benito

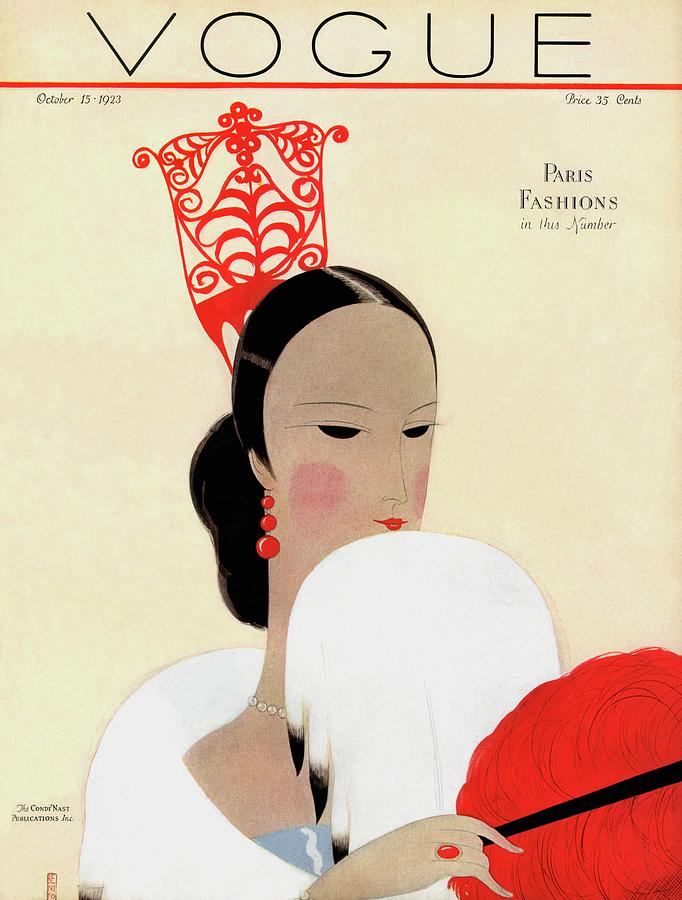
Portada de Vogue - Eduardo García Benito

Eduardo García Benito, conocido con el nombre artístico de García Benito (Valladolid, 1891 - ibídem, 1981) fue un ilustrador, dibujante y diseñador art déco español. 

## Biografía

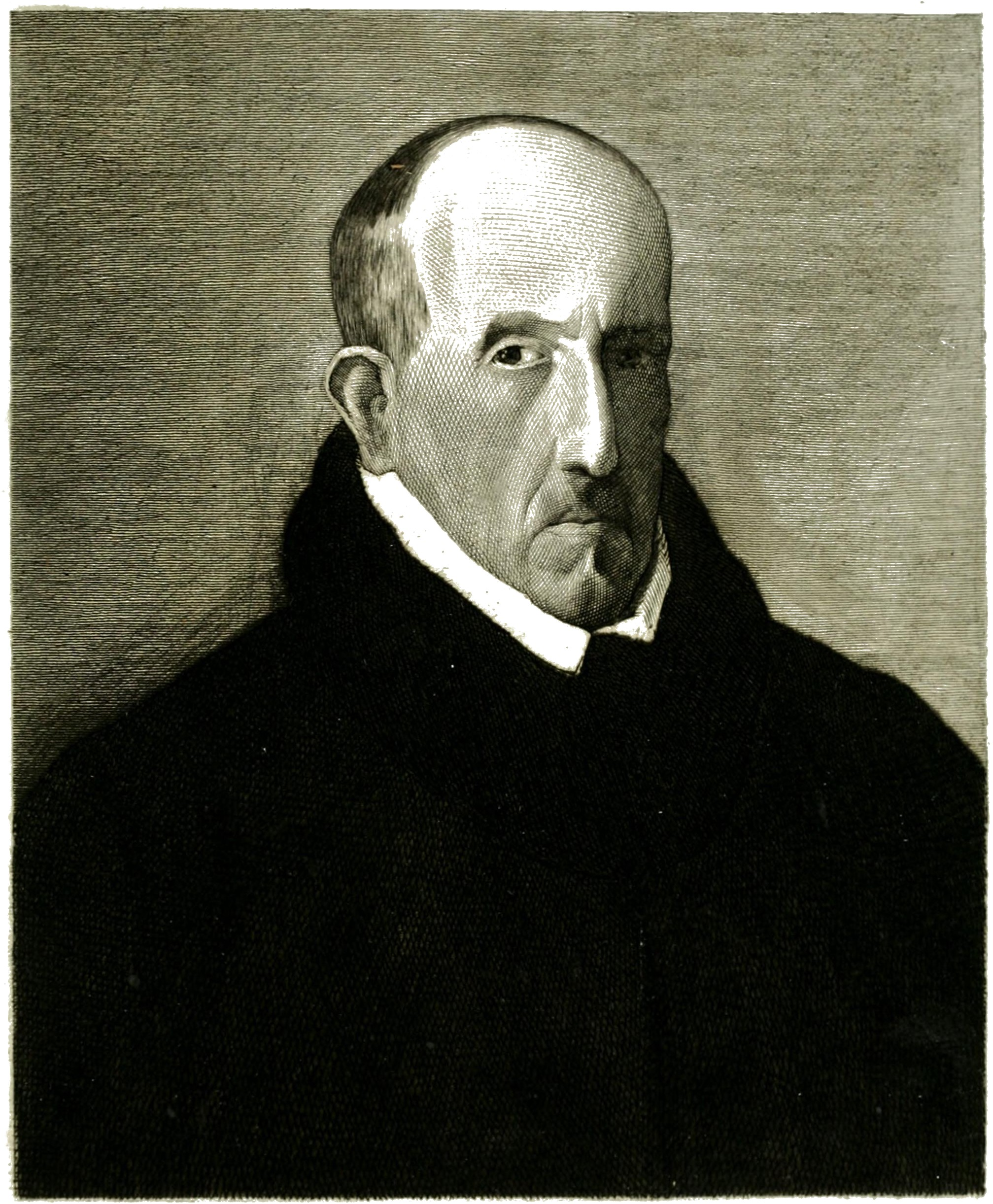
Luis de Góngora (1921), por el ilustrador García Benito.

García Benito nació en Valladolid (España) en 1891 Después de estudiar Bellas Artes en Madrid comenzó su carrera como pintor a temprana edad, a los 12 años. A los veintiún años fue becado por el ayuntamiento vallisoletano para ampliar sus estudios en París, donde rápidamente entró en los círculos de la modernidad artística, haciendo amistad con artistas como Pablo Gargallo, Picasso, José Clara, Juan Gris y Modigliani,  lo que influyó su obra de corrientes artísticas de la Modernidad. Allí se estableció como pintor de retrato, como artista decorativo e ilustrador. En 1913 trabajó para Alfred Tolmer y después, en 1916, para Draeger. Estos dos impresores representaban entonces la mejor escuela de la edición publicitaria.
En 1917 se consagró y realizó su primera exposición en la galería de Rue du Faubourg Saint-Honoré. Desde esta fecha expuso con regularidad en los salones oficiales de París: la Société Nationale des Beaux Arts y el Salón d'Automne. García Benito expuso en el salón de otoño de 1919, destacando como retratista. El retrato realizado a Alfonso XIII se mostró en la Exposición Internacional de Amberes de 1920. A partir de entonces García Benito realizó retratos, ilustraciones y decoraciones para numerosos personajes. Su dibujo depurado, influido por el cubismo, recuerda a pintores como Modigliani. Ilustró varios libros; en 1918, un espléndido álbum sobre Reims y, en 1919, Le Testament de Paul Bourget. 
Volvió a exponer en el Salon des Tuileries en 1923. En este momento se afianzó la faceta más conocida de su producción, trabajando como ilustrador para numerosos periódicos: Fantasio, Monsieur, Gazette du Bon Ton, Le Gout du Jour, La Guirlande, Les Feuilles d'Art o Femina, y poco después ilustró regularmente para la revista Vanity Fair, realizando muchas cubiertas memorables y contribuyendo a la estética del art déco y creando gran parte de la imagen de este estilo que nos ha llegado. A instancias de Condé Nast, editor entre otras de la revista de moda Vogue, ilustró numerosas portadas de la edición francesa, resultando una figura destacada de esta revista en los años treinta, con Carl Erickson, Pierre Mourgue o René Bouché. 
Vivió a caballo entre las ciudades de París y Nueva York y realizó retratos de la alta sociedad, como el de la actriz Gloria Swanson. Su contrato con Vogue continuó en el período de entreguerras, pero disminuyó en los años de la Segunda Guerra Mundial. En 1945 cuando la guerra terminó, aparecieron otra vez los dibujos de García Benito en las revistas de modas de París y continuó contribuyendo en la revista Vogue hasta final de los años 40.
En sus últimos años, García Benito se centró en su faceta de pintor, como muralista y retratista. Realizó numerosos catálogos publicitarios como La Dernière lettre persane  para los peleteros Max. Este álbum está considerado como una obra de arte de la edición publicitaria. Ilustró igualmente un texto de Jean Cocteau, Dans le ciel de la patrie.
En 1962 regresó definitivamente a España y se instaló en Valladolid. En el discurso de recepción como académico de número de la Real Academia de Bellas Artes de la Purísima Concepción, de Valladolid, que pronunció García Benito el 14 de junio de 1962, titulado “La revolución en el arte, el arte en la revolución”, recogió su ideario y visión particular de lo que entendía como “estado y condición del arte actual”.
En 1974 el Congreso de Estados Unidos aprobó una moción felícitándole por la labor cultural que realizó en aquel país. Murió en su ciudad natal el 1 de diciembre de 1981.